# Astrorhiza limicola
Astrorhiza limicola ist eine Art gehäusetragender Einzeller aus der Gruppe der Foraminiferen.

## Merkmale
Das Gehäuse besteht aus nur einer Kammer, die linsenartig bikonvex und von oben gesehen sternförmig ist, die Einbuchtungen zwischen den Armen sind gerundet. Mit Durchmessern von rund 1 Zentimeter können sie außergewöhnlich groß werden. Jeweils am Ende der röhrenartig hohlen Armen befinden sich Öffnungen zum Austritt der Scheinfüßchen.
Das Gehäuse wird agglutiniert, also aus Sedimentstückchen, die das Tier aufnimmt, zusammengesetzt. Als Basis dafür dient ein Tektin-Sekret des Tieres, das klebstoffartig die Partikel zusammenhält. Dabei findet keine Auswahl statt, die Schalen sind von ihrer Zusammensetzung her stets dem Sediment gleich, die einzelnen Partikel haben Größen zwischen 30 und 1000 Mikrometer. Das Sekret wird auch bei großflächigen Beschädigungen des Gehäuses neu abgesondert, wobei das Tier in der Zwischenzeit auf dem Protoplasma ein feines Häutchen zum vorläufigen Schutz des Inneren bildet.

## Lebensweise
Die Tiere sind nachgewiesen in Meerestiefen von 12 bis hin zu 3200 Meter. Sie leben in feinem Sand auf der Seite stehend, einige der Arme stecken dabei im Sediment, die daraus austretenden Scheinfüßchen stehen bis in Tiefen von 2 bis 3 Millimeter und verankern das Tier im Untergrund. Aus den anderen Armen der Schale treten ebenfalls Scheinfüsschen hervor, sie können Längen von 6 bis 7 Zentimeter erreichen und zwischen zwei Zuständen wechseln: während sie als Fangarme dienen, können sie klebrig sein und so ihren Fang festhalten. Die Kraft ihrer Scheinfüsschen ist dabei groß genug, damit sie nicht nur in Form eines (passiven) Filtrierers Nährstoffpartikel sammeln, sondern neben beispielsweise Diatomeen im Labor auch bis zu 3 Zentimeter große, lebende Tiere wie z. B. Krebse (Diastylis laevis, Caprellida, Artemia) fangen und verdauen konnten. Die Tiere wurden dabei jedoch nicht aktiv getötet, sondern starben an Erschöpfung.
Astrorhiza limicola sind nicht sessil, sie können ihren Standort wechseln, wiederholt wurden dabei Geschwindigkeiten von um die 25 Zentimeter in 24 Stunden beobachtet. Astrorhiza limicola kann zeitweiligen Sauerstoffmangel (bis zu 10 Tage) tolerieren.

## Systematik
Astrorhiza limicola ist die Typusart der Gattung und wurde 1857 anhand von Exemplaren aus dem Skagerrak durch Oskar Teodor Sandahl erstbeschrieben. Ergänzend zur Nominatform wurde 1979 von Stschedrina Astrorhiza arenifera als Varietät unter die Art Astrorhiza limicola gestellt.